# Asiamèrica
Asiamèrica va ser una gran illa formada a partir de la massa de terra de Lauràsia i separada per mars continentals d'Euràsia de l'oest i de l'est d'Amèrica del Nord. Aquesta regió incorporava l'actual Xina, Mongòlia, oest dels Estats Units i l'oest del Canadà. Les evidències fòssils mostren que van ser la llar de molts dinosaures i mamífers arcaics. Va existir durant el Cretaci tardà a l'Eocè, i va existir de nou durant el Plistocé del Quaternari. Per tercera vegada va tornar a existir fa 50 milions d'anys.